# Obolo di Caronte
Obolo di Caronte è un termine allusivo usato per indicare la moneta posta negli occhi o sulla bocca di un defunto prima della sepoltura.

## Descrizione
Le fonti letterarie greche e latine specificano che la moneta si tratti di un obolo e lo motivano come un pagamento o un tributo per Caronte, il traghettatore che trasportava le anime attraverso il fiume Acheronte che divide il mondo dei vivi da quello dei morti. Gli esempi archeologici di queste monete, di varie denominazioni nella pratica, sono definiti "i beni tombali più famosi dell'antichità".
Questo uso è associato principalmente agli antichi Greci e Romani, nonostante sia stato riscontrato anche tra le antiche civiltà del Vicino Oriente. Nell'Europa Occidentale un uso simile delle monete durante la sepoltura compare in regioni abitate dai Celti di cultura gallico-romana, ispano-romanica e romano-britannica, e tra le popolazioni germaniche della tarda antichità e iniziale era cristiana, con sporadici esempi all'inizio del ventesimo secolo.
Nonostante l'archeologia mostri che il mito rifletta un costume reale, il posizionamento delle monete sul corpo del morto non si limitava al posizionamento di una singola moneta nella bocca del defunto. In molte sepolture, lastre di metallo o Exonumia prendevano il posto della moneta, o anche croci dorate durante il primo periodo cristiano. La presenza delle monete o di scrigni nelle sepolture navali germaniche suggerisce una concezione analoga.